# Кондитер (фільм)
«Кондитер» (івр. האופה מברלין, англ. The Cakemaker) — ізраїльсько-німецький драматичний фільм 2017 року, повнометражний режисерський дебют Офіра Рауля Ґрайцера. Світова прем'єра стрічки відбулася 4 липня 2017 року на Міжнародному кінофестивалі у Карлових Варах де вона брала участь в основній конкурсній програмі та отримала Приз екуменічного журі. Прем'єра фільму в Україні відбулася 30 травня 2018 року на 47-му Київському МКФ «Молодість», де фільм брав участь у програмі «Сонячний зайчик» та отримав Спеціальну відзнаку журі конкурсу.
У вересні 2018 року фільм було висунуто від Ізраїлю претендентом на 91-шу премію «Оскар» Американської кіноакадемії в номінації за найкращий фільм іноземною мовою.

## Сюжет
Після смерті свого коханця Томас вирушає до Ізраїлю — батьківщини обожнюваного ним чоловіка. Попри упередження щодо німців, він стає головним кондитером у кафе вдови померлого Орана. Вона і не підозрює, що їх із чужинцем об'єднує невисловлена туга за тою самою людиною.

## У ролях
| • Тім Калькгоф     | … | Томас                 |
| • Сара Адлер       | … | Анат                  |
| • Рой Міллер       | … | Орен                  |
| • Тагель Еліягу    | … | Дана                  |
| • Сандра Саде      | … | Нана                  |
| • Зохар Штраусс    | … | Моті                  |
| • Стефані Стремлер | … | Софія                 |
| • Сагі Шемеш       | … | солдат                |
| • Іяд Мсалма       | … | інструктор з плавання |
| • Тамір Бен Єгуда  | … | Ітай                  |

## Знімальна група
- Автор сценарію — Офір Рауль Ґрайцер
- Режисер-постановник — Офір Рауль Ґрайцер
- Продюсер — Матіас Шверброк, Ітай Тамір
- Лінійний продюсер — Джеріс Копті
- Співпродюсер — Офір Рауль Грайзер
- Оператор — Омрі Алоні
- Композитор — Домінік Шарпентьє
- Монтаж — Міхал Оппенгейм
- Художник-постановник — Яель Бібель, Даніель Коссов
- Художник з костюмів — Лілу Голдфін
- Артдиректор — Яєль Бібелник
- Підбір акторів — Йоганнес Мюллер
- Звук — Свен Юнге

## Нагороди та номінації
| Список нагород та номінацій (Список не є вичерпним) | Список нагород та номінацій (Список не є вичерпним) | Список нагород та номінацій (Список не є вичерпним) | Список нагород та номінацій (Список не є вичерпним) | Список нагород та номінацій (Список не є вичерпним) | Список нагород та номінацій (Список не є вичерпним) |
| Кінофестиваль/Кінопремія                            | Рік                                                 | Категорія                                           | Номінант(и)                                         | Результат                                           | Дж                                                  |
| --------------------------------------------------- | --------------------------------------------------- | --------------------------------------------------- | --------------------------------------------------- | --------------------------------------------------- | --------------------------------------------------- |
| Міжнародний кінофестиваль у Карлових Варах          | 2017                                                | Гран-прі Кришталевий глобус                         | Кондитер                                            | Номінація                                           |                                                     |
| Міжнародний кінофестиваль у Карлових Варах          | 2017                                                | Приз екуменічного журі                              | Кондитер                                            | Перемога                                            |                                                     |
| Міжнародний кінофестиваль у Сан-Себастьяні          | 2017                                                | Премія «Себастьян» за найкращий фільм               | Кондитер                                            | Номінація                                           |                                                     |
| Лондонський кінофестиваль                           | 2017                                                | Сазерленд Трофі за найкращий перший фільм           | Кондитер                                            | Номінація                                           |                                                     |
| Єрусалимський міжнародний кінофестиваль             | 2017                                                | Приз Хаджаджа за найкращий ізраїльський фільм       | Кондитер                                            | Номінація                                           |                                                     |
| Єрусалимський міжнародний кінофестиваль             | 2017                                                | Приз Хаджаджа за найкращий монтаж                   | Міхал Оппенгейм                                     | Перемога                                            |                                                     |
| Єрусалимський міжнародний кінофестиваль             | 2017                                                | Нагорода Віа ван Лір                                | Офір Рауль Ґрайцер                                  | Перемога                                            |                                                     |
| Міжнародний кінофестиваль у Чикаго                  | 2017                                                | Гран-прі Золотий Г'юго                              | Кондитер                                            | Номінація                                           |                                                     |
| Міжнародний кінофестиваль у Чикаго                  | 2017                                                | Золотий Q-Hugo                                      | Кондитер                                            | Номінація                                           |                                                     |
| Гамбурзький кінофестиваль                           | 2017                                                | Нагорода Нові таланти за найкращий художній фільм   | Кондитер                                            | Номінація                                           |                                                     |
| Міжнародний кінофестиваль у Тронгеймі «Косторама»   | 2017                                                | Премія аудиторії                                    | Кондитер                                            | Перемога                                            |                                                     |
| Єврейський кінофестиваль у Маямі                    | 2018                                                | Приз критиків                                       | Кондитер                                            | Перемога                                            |                                                     |
| 47-й Київський МКФ «Молодість»                      | 2018                                                | Приз журі «Сонячний зайчик» — Спеціальна відзнака   | Кондитер                                            | Перемога                                            | [ 3 ]                                               |